# FOUR-Score
Der FOUR-Score ist eine klinische Bewertungsskala, die zur medizinischem Einschätzung von Patienten mit Bewusstseinsstörungen verwendet werden kann. Sie wurde von Eelco Wijdicks und Kollegen in der neurologischen Intensivmedizin an der Mayo Clinic in Rochester, Minnesota, entwickelt. FOUR ist in diesem Zusammenhang ein Akronym für englisch Full Outline of UnResponsiveness ‚Vollständiger Überblick über die Reaktionsunfähigkeit‘.
Der FOUR-Score bildet auf einer Skala von 0 bis 16 Punkten das Ausmaß einer Bewusstseinsstörung ab mit niedrigeren Werten für eine schlechtere Bewusstseinslage. Es werden vier Bereiche der neurologischen Funktion bewertet: Augenreaktionen, motorische Reaktionen, Hirnstammreflexe und Atemmuster.
Ein Ziel bei der Entwicklung des FOUR-Score bestand darin, eine klinische Bewertungsskala für die Beurteilung von Bewusstseinsstörungen zu schaffen, die bei Patienten mit oder ohne endotracheale Intubation verwendet werden kann. Die wichtigste klinische Bewertungsskala in diesem Bereich war in der Vergangenheit die Glasgow Coma Scale (GCS). Sie enthält als eine Komponente die Bewertung verbaler Reaktionen, die bei intubierten Patienten nicht erhoben werden kann.
Der FOUR-Score wurde im Vergleich zur Glasgow Coma Scale in verschiedenen klinischen Kontexten validiert, u. a. bei der Beurteilung durch Ärzte und Intensivpflegekräfte auf neurologischen und allgemeinen Intensivstationen und bei der Beurteilung von Patienten in der Notaufnahme. Ein Vergleich der Inter-Observer-Reliabilität des FOUR-Scores und des GCS zeigte einen kleinen, aber statistisch signifikanten Vorteil des FOUR-Score. Insgesamt hat der FOUR-Score bessere biostatistische Eigenschaften als die Glasgow Coma Scale in Bezug auf Sensitivität, Spezifität, Genauigkeit und positiven Vorhersagewert.
| Punkte | Augenbewegung                                  | Motorik                                                     | Hirnstammreflexe                            | Atmung                         |
| ------ | ---------------------------------------------- | ----------------------------------------------------------- | ------------------------------------------- | ------------------------------ |
| 4      | Augen offen, Blickfolge, Blinzeln auf Kommando | Geste nach Aufforderung (Daumen hoch, Faust, Peace-Zeichen) | Pupillen- und Cornealreflex vorhanden       | Normales Atemmuster            |
| 3      | Augen offen, folgt aber nicht mit dem Blick    | Gezielte Abwehrbewegung                                     | Eine Pupille weit und lichtstarr            | Cheyne-Stokes-Atmung           |
| 2      | Augenöffnen auf laute Ansprache                | Beugereaktion auf Schmerzreiz                               | Pupillen- oder Cornealreflex fehlt          | Irreguläre Atmung              |
| 1      | Augenöffnen auf Schmerzreiz                    | Streckreaktion auf Schmerzreiz                              | Pupillen- und Cornealreflex fehlen          | Intubiert, mit Spontanatmung   |
| 0      | Kein Augenöffnen auch auf Schmerzreiz          | Keine Reaktion auf Schmerzreiz oder anhaltende Myoklonien   | Pupillen-, Corneal- und Hustenreflex fehlen | Intubiert, keine Spontanatmung |